# Forge de Bessous
La forge de Bessous est une ancienne forge reconvertie en exploitation agricole située au Chalard, en France. Sa porcherie est protégée au titre des monuments historiques.

## Localisation
La forge de Bessous est située dans le département français de la Haute-Vienne, sur la commune du Chalard, au nord-est de la commune.

## Historique
Les bâtiments regroupent une porcherie, une grange (l'ancienne forge) et l'ancienne demeure du maître de forge.
La porcherie est bâtie dans la deuxième moitié du XIXe siècle. Elle est fortement endommagée lors de la tempête de 1999.
Après une inscription le 18 mars 2004, le bâtiment octogonal de la porcherie est classé au titre des monuments historiques le 24 août de la même année.
Fin novembre 2008, la grange remplie de foin prend feu et la toiture du bâtiment est entièrement détruite.

## Galerie de photos

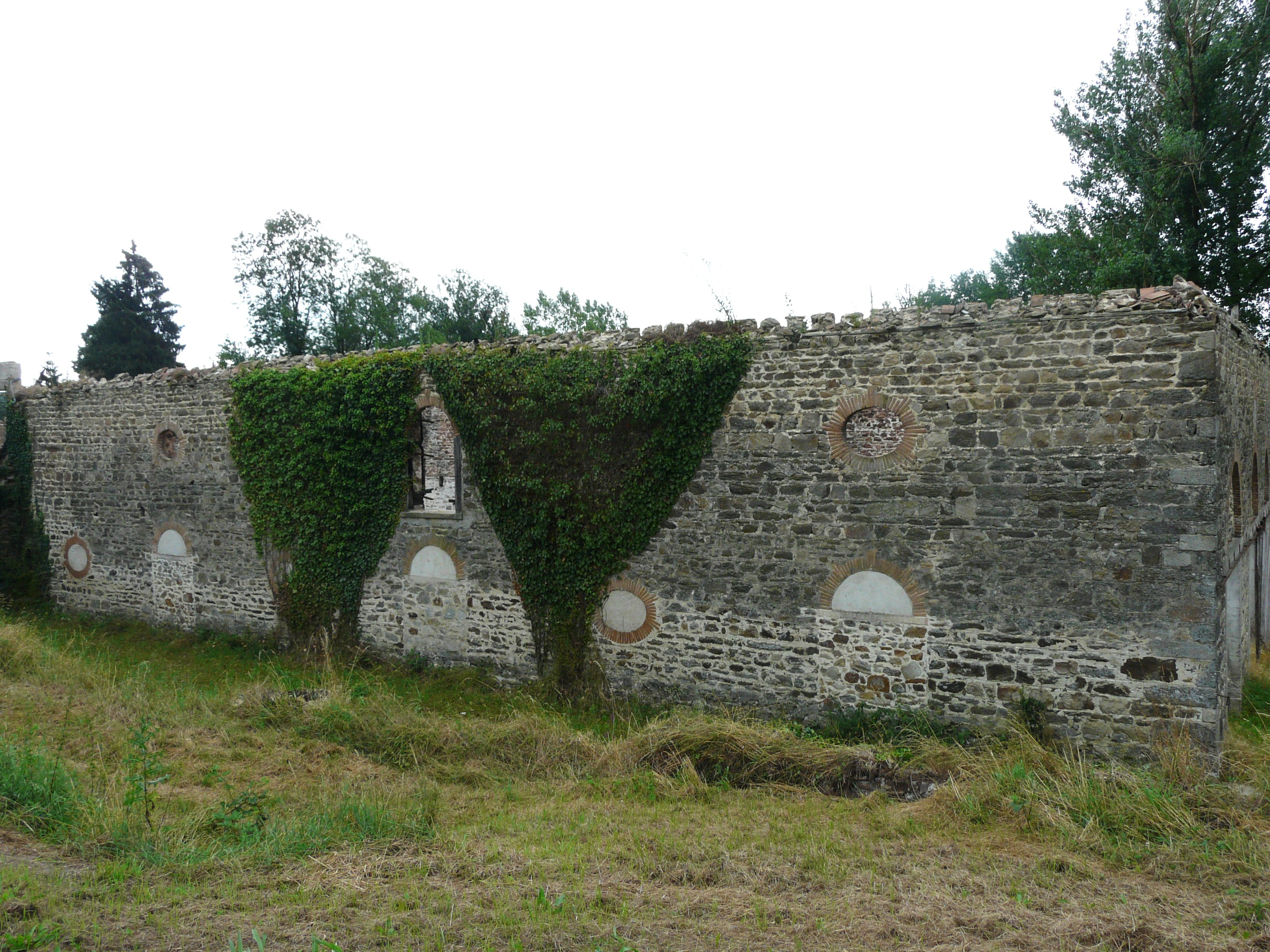
L'extérieur de l'ancienne forge.
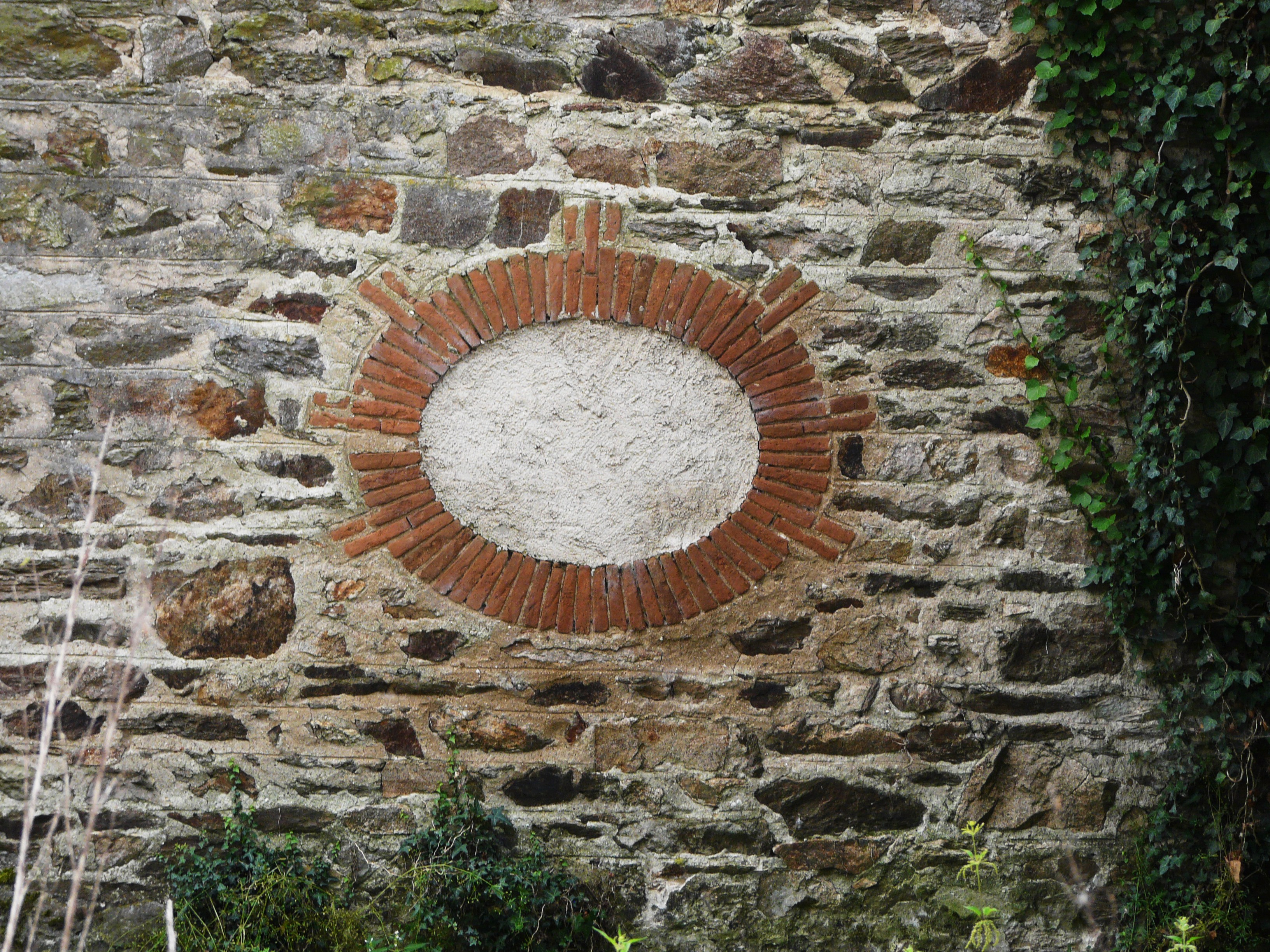
Une ouverture masquée de l'ancienne forge.
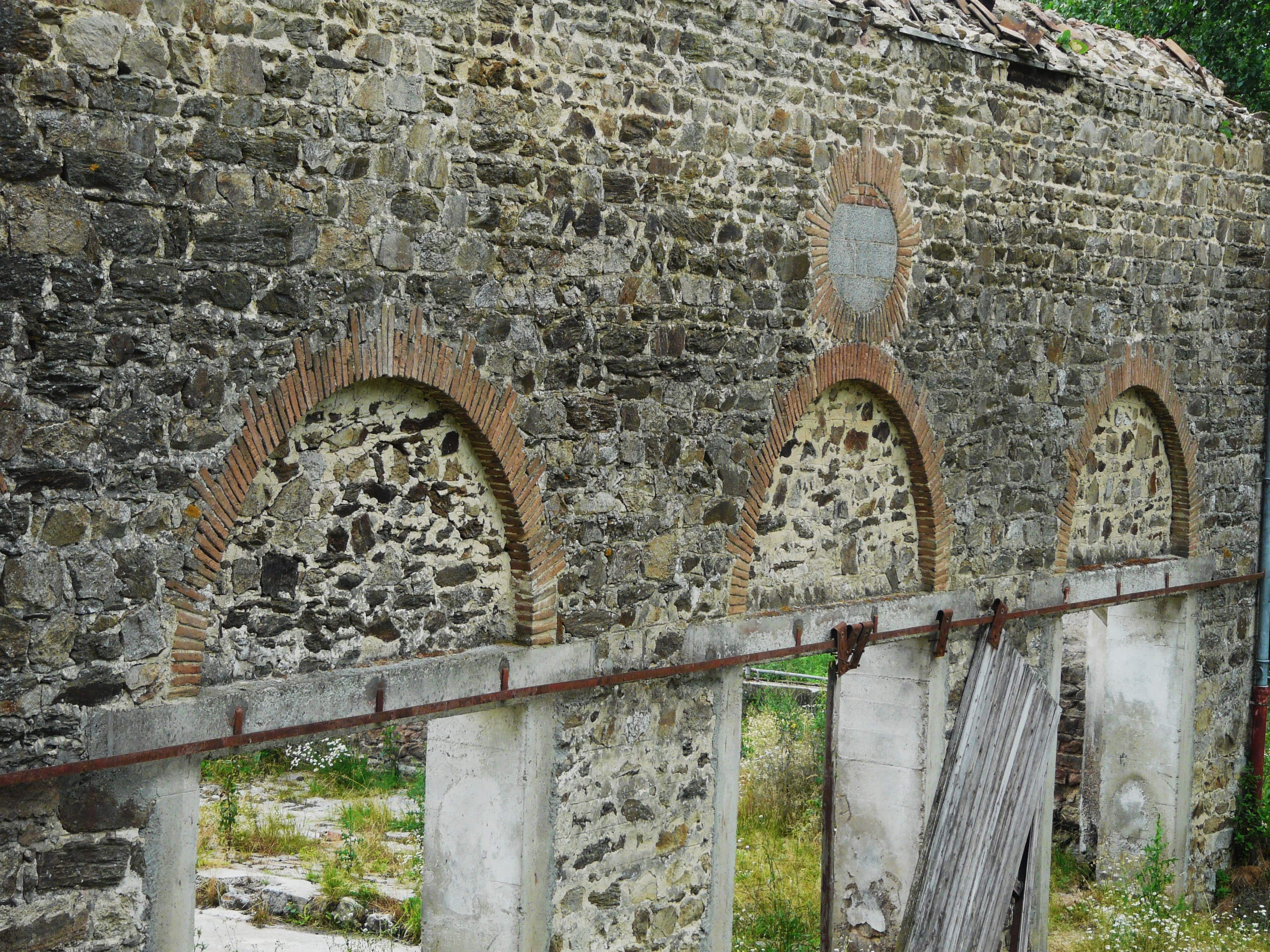
Détail de l'ancienne forge.
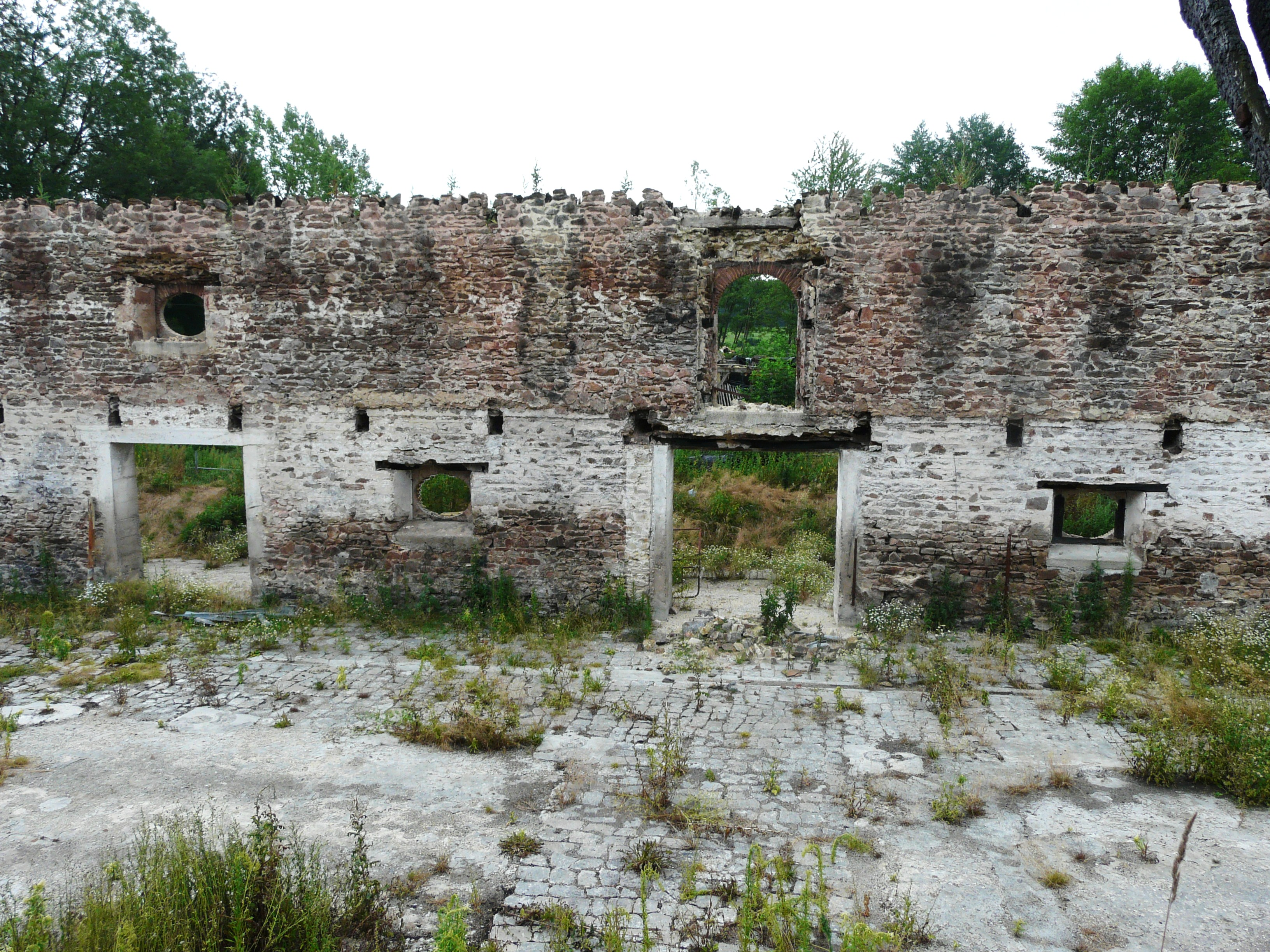
L'intérieur de l'ancienne forge.